# کیاسرا (رشت)
کیاسرا ، روستایی از توابع بخش سنگر شهرستان رشت در استان گیلان ایران است.
اماکن تاریخی
روستای کیاسرا دارای سه مسجد به نام‌های مسجدجامع(محمودی)مسجد شهید مطهری(مرادمزار)و مسجد امام حسن مجتبی است.
آموزش
این روستا دارای یک دبستان ۵ کلاسه به نام شهید اکبر معصومی است.
بهداشت
این روستا دارای یک مرکز بهداشت واقع در خیابان شهید بی‌آزار است .
اقتصاد
اهالی روستا بیشتر از طریق کشت برنج و برخی هم از طریق پرورش ماهی و دام و طیور امرار معاش می‌کنند.
سرگرمی
جوانان این روستا اوقات فراغت خود را به خوبی می گذرانند.
جاذبه‌های گردشگری
از جاذبه‌های دیدنی این روستا می‌توان به رودخانه سفیدرود و دشت اطراف رودخانه و کانال آبرسانی بزرگ شیر رود  که از وسط روستا عبور می کند اشاره کرد.همه ساله مسافران زیادی تعطیلات و روز طبیعت خود را در منطقه سفیدرود می گذرانند.
این روستا با داشتن دو رودخانه بزرگ محل مناسبی برای ماهیگیری و شنا به ویژه در فصل بهار و تابستان می باشد.
از امکانات دیگر روستا میتوان به دفتر مخابرات،دفتر پست بانک و کارخانه برنجکوبی اشاره کرد.
این روستا دارای نعمت آب برق و گاز می باشد.
از اتفاقات مهمی که در طول تاریخ روستا شاهد آن بوده، می توان به طغیان آب رودخانه سفیدرود اشاره کرد که باعث بی خانمانی بیش از پنجاه خانوار و تخریب دو مسجد و مهاجرت عده زیادی از اهالی به شهرهای اطراف شد.
پس از این اتفاق تلخ مسئولان با سنگ چین کردن اطراف سفیدرود اجازه پیشروی آب را ندادند و هم اکنون نیز این سنگ چین در اطراف رودخانه مشاهده می شود.

## جمعیت
این روستا در دهستان سنگر قرار دارد و براساس سرشماری مرکز آمار ایران در سال ۱۳۸۵، جمعیت آن ۶۳۶ نفر (۲۰۵خانوار) بوده‌است.